# Магистрала 19 на САЩ
Магистрала 19 на САЩ (на английски: United States Route 19) е пътна магистрала, част от Магистралната система на Съединените щати преминаваща през щатите Флорида, Джорджия, Северна Каролина, Тенеси, Вирджиния, Западна Вирджиния и Пенсилвания. Обща дължина: с магистрала 19W – 1356.1 мили (2182,3 km); с магистрала 19E – 1369,1 мили (2203,2 km), от които най-много в щата Джорджия 351 мили (564,8 km), най-малко – в щата Тенеси 52,8 мили (85 km).
Магистралата започва в центъра на град Брейдънтън, разположен на западното крайбрежие на Флорида, пресича чрез дълъг (15 km) мост входа на залива Тампа и се насочва на север. Преминава през градовете Сейнт Питърсбърг и Клиъруотър и още 3 окръжни центъра и при 422-рия километър преминава в щата Джорджия. Тук магистралата запазва своето северно направление като преминава през град Олбани, столицата Атланта и още 13 окръжни центъра и навлиза в най-западната, планинска част на щата Северна Каролина. В този участък магистралата изменя своето направление в посока изток-североизток до град Ашвил. След 30 km северно от Ашвил Магистрала 19 се разделя на два клона: западен 19W (62,9 мили, 99,2 km) и източен 19Е (75,9 мили, 122,2 km).
- Магистрала 19W продължава на север през най-високите части на Апалачите, след 35 km навлиза в щата Тенеси, преминава през окръжния център Ъруин и град Джонсън Сити и след 66 km при град Блъф Сити се събира отново с Магистрала 19Е.
- Магистрала 19Е продължава близо 40 km в източно направление, преминава през окръжния център Бърнсвил, насочва се на север, преодолява най-високите части на Апалачите и при своя 72 km навлиза в щата Тенеси. Тук магистралата завива на северозапад, преминава през окръжния център Елизабеттън и след 50 km при град Блъф Сити се събира отново с Магистрала 19W.

На 20 km след град Блъф Сити Магистрала 19 достига до град Бристъл и навлиза в крайната западна част на щата Вирджиния, а след 143 km, след като премине през 3 окръжни центъра навлиза на територията на щата Западна Вирджиния. На протежение от 394 km магистралата пресича щата в централната му част в посока север-североизток, минава през 9 окръжни центъра и северно от град Маргантаун преминава на територията на щата Пенсилвания. Последните 305 km Магистрала 19 пресича западната част на щата от юг на север, преминава през центъра на мегаполиса Питсбърг и завършва в центъра на град Ери, разположен на южния бряг на езерото Ери.
От Магистрала 19 на САЩ се отделят 3 магистрали, които също са от Магистралната система на Съединените щати:
- Магистрала 119  в щатите Кентъки, Западна Вирджиния и Пенсилвания 585 мили (941 km);
- Магистрала 219  в щатите Западна Вирджиния, Мериленд, Пенсилвания и Ню Йорк 535 мили (861 km);
- Магистрала 319  в щатите Флорида и Джорджия 303 мили (487,7 km).

| Щат              | мили  | km    | Градове (центрове на окръзи), граници, реки и др. | Щат               | мили   | km     | Градове (центрове на окръзи), граници, реки и др. |
| ---------------- | ----- | ----- | ------------------------------------------------- | ----------------- | ------ | ------ | ------------------------------------------------- |
| Флорида          |       |       |                                                   |                   | 21,9   | 35,2   | до граница с Тенеси                               |
|                  | 0,0   | 0,0   | гр. Брейдънтън                                    |                   | 44,9   | 72,3   | до граница с Тенеси                               |
|                  | 7,0   | 11,00 | зал. Тампа                                        |                   | 166,9  | 268,6  | граница с Тенеси                                  |
|                  | 19,0  | 30,6  | гр. Сейнт Питърсбърг                              | Тенеси            | 779,9  | 1255,0 |                                                   |
|                  | 35,2  | 52,3  | гр. Клиъруотър                                    |                   | 41,0   | 66,0   | , граница със Северна Каролина – гр. Блъф Сити    |
|                  | 169,4 | 272,6 | гр. Крос Сити                                     |                   | 31,0   | 49,9   | , граница със Северна Каролина – гр. Блъф Сити    |
|                  | 214,7 | 345,5 | гр. Пери                                          |                   | 41,0   | 66,0   | гр. Блъф Сити, → ←                                |
|                  | 253,6 | 408,2 | гр. Монтъчелоу                                    |                   | 52,8   | 85,0   | граница с Вирджиния – гр. Бристъл                 |
|                  | 262,0 | 421,6 | граница с Джорджия                                | Вирджиния         | 832,7  | 1340,0 |                                                   |
| Джорджия         | 262,0 | 421,6 |                                                   |                   | 0,0    | 0,0    | граница с Тенеси – гр. Бристъл                    |
|                  | 0,0   | 0,0   | граница с Флорида                                 |                   | 14,0   | 22,5   | гр. Абингдън                                      |
|                  | 13,0  | 20,9  | гр. Томасвил                                      |                   | 33,0   | 53,1   | гр. Лебанон                                       |
|                  | 45,6  | 73,4  | гр. Камила                                        |                   | 73,0   | 117,5  | гр. Тазуел                                        |
|                  | 73,9  | 118,9 | гр. Олбани                                        |                   | 88,9   | 143,1  | граница със Западна Вирджиния                     |
|                  | 83,0  | 133,0 | гр. Лийсбърг                                      | Западна Вирджиния | 921,6  | 1483,1 |                                                   |
|                  | 109,0 | 175,4 | гр. Америкъс                                      |                   | 0,0    | 0,0    | граница с Вирджиния                               |
|                  | 122,0 | 196,3 | гр. Елавил                                        |                   | 12,0   | 19,3   | гр. Принстън                                      |
|                  | 145,0 | 233,3 | гр. Бътлър                                        |                   | 48,0   | 77,2   | гр. Бекли                                         |
|                  | 174,0 | 280,0 | гр. Томастън                                      |                   | 69,0   | 111,0  | гр. Файетвил                                      |
|                  | 190,0 | 305,7 | гр. Зибюлън                                       |                   | 93,0   | 149,6  | гр. Самърсвил                                     |
|                  | 201,0 | 323,4 | гр. Грифин                                        |                   | 126,0  | 202,7  | гр. Сътън                                         |
|                  | 224,0 | 360,4 | гр. Джоунсбъро                                    |                   | 168,0  | 270,3  | гр. Уестън                                        |
|                  | 240,0 | 386,2 | гр. Атланта                                       |                   | 195,0  | 313,8  | гр. Кларксбърг                                    |
|                  | 272,8 | 438,9 | гр. Къминг                                        |                   | 216,0  | 347,5  | гр. Феърмонт                                      |
|                  | 301,0 | 484,3 | гр. Дълонага                                      |                   | 233,0  | 374,9  | гр. Моргантаун                                    |
|                  | 340,0 | 547,1 | гр. Блеърсвил                                     |                   | 245,0  | 394,2  | граница с Пенсилвания                             |
|                  | 351,0 | 564,8 | граница със Северна Каролина                      | Пенсилвания       | 1166,6 | 1877,3 |                                                   |
| Северна Каролина | 613,0 | 986,4 |                                                   |                   | 0,0    | 0,0    | граниза със Западна Вирджиния                     |
|                  | 0,0   | 0,0   | граница с Джорджия                                |                   | 16,8   | 27,0   | гр. Уейнсбърг                                     |
|                  | 9,5   | 15,3  | гр. Мърфи                                         |                   | 39,2   | 63,1   | гр. Вашингтон                                     |
|                  | 56,3  | 90,6  | гр. Брайсън Сити                                  |                   | 62,8   | 101,1  | гр. Питсбърг                                      |
|                  | 89,0  | 143,2 | гр. Уейнсвил                                      |                   | 119,2  | 191,9  | гр. Мърсър                                        |
|                  | 115,0 | 185,1 | гр. Ашвшл                                         |                   | 149,0  | 239,8  | гр. Мийдвил                                       |
|                  | 145,0 | 233,4 | ← – →                                             |                   | 189,5  | 305,0  | гр. Ери                                           |
|                  |       |       |                                                   | Общо              | 1356,1 | 2182,3 |                                                   |